# Сандберг, Давид
Давид Ф. Сандберг (швед. David F. Sandberg; 21 января 1981; Йёнчёпинг, Швеция) — шведский кинорежиссёр.

## Ранняя жизнь
Сандберг родился 21 января 1981 года в Йёнчёпинге, Швеция. В 5-м классе перешёл в школу Торпа, где познакомился со своей будущей супругой Лоттай Лостен, чуть позже они вместе перешли в школу Джундал в том же Йёнчёпинге. С детства Сандберг часто смотрел фильмы и начинал снимать свои собственные, использую VHS-C камеру своего отца. Будучи подростком Сандберг начал подрабатывать в видео магазине где смог накопить себе денег и купить видеокамеру для съëмок короткометражных фильмов.
В детстве Сандбергу поставили диагноз «атипичный аутизм», сам же режиссёр не уверен в наличии у себя диагноза.

## Карьера
Известен как режиссёр малобюджетных фильмов в жанре хоррор.
Дебютировал в полнометражном кино в 2016 году триллером «И гаснет свет…», снятом по мотивам его же короткометражки «Без света» (2013).
В 2017 году на мировые экраны вышел фильм «Проклятие Аннабель: Зарождение зла», снятый Сандбергом.
В 2019 году вышла третья полнометражная картина режиссёра — американский комедийный супергеройский фильм «Шазам!», основанный на одноимённом персонаже комиксов DC, в 2023-м — сиквел этой ленты «Шазам! Ярость богов».

## Личная жизнь
С 2013 года женат на актрисе, дизайнере и фотографе Лотте Лостен, сыгравшей в нескольких его картинах.

## Фильмография

### Полнометражные фильмы
| Год  | Название                           | Режиссёр | Сценарист | Продюсер | Актёр | Примечания |
| ---- | ---------------------------------- | -------- | --------- | -------- | ----- | ---------- |
| 2016 | И гаснет свет…                     | Да       | Нет       | Нет      | Нет   |            |
| 2017 | Проклятие Аннабель: Зарождение зла | Да       | Нет       | Нет      | Нет   |            |
| 2019 | Шазам!                             | Да       | Нет       | Нет      | Да    | [ a ]      |
| 2023 | Шазам! Ярость богов                | Да       | Нет       | Нет      | Да    | [ b ]      |
| 2025 | Дожить до рассвета                 | Да       | Нет       | Да       | Нет   |            |

## Награды
Novemberfestivalen
- «Так тихо, как это было» — лучший фильм и лучший сценарий (2006)

Международный кинофестиваль в Палм-Спрингс
- «И гаснет свет…» — лучший режиссёр

Horror Awards
- «И гаснет свет…» — выбор зрителей